# Mamodaly Ashikhoussen
Mamodaly Ashikhoussen (ur. 28 czerwca 1958) – madagaskarski judoka.
Brał udział w igrzyskach olimpijskich w 1980 (Moskwa). Startował w wadze ekstra–lekkiej. Odpadł z rywalizacji już w pierwszej rundzie (1 sierpnia), po porażce ze Spirosem Spiru z Cypru (przez yusei-gachi). W czasie trwania igrzysk, Ashikhoussen miał około 172 cm wzrostu i 60 kg wagi.
Wystąpił też m.in. na Mistrzostwach Świata w Judo 1983 (Moskwa), gdzie wystąpił w tej samej kategorii wagowej. W swoim jedynym pojedynku stoczonym 16 października, przegrał z Djibrilem Sallem z Senegalu.